# Crucifix du Maestro di San Francesco (Pérouse)
Le Crucifix du Maestro di San Francesco (Pérouse) est un  grand crucifix peint  en  tempera et or sur bois, réalisé vers 1272 par le Maestro di San Francesco. Il est conservé à la Galerie nationale de l'Ombrie à Pérouse.
En bas, il comporte l'inscription ANNO DOMINI MCCLXXII TEMPORE GREGORI P.P.X.

## Histoire
Le « crucifix » est attribué pour la première fois au Maestro di San Francesco par Thode en 1885, suivi par la critique unanime.

## Description
Le Christ est du type  dolens, de la représentation humanisante franciscaine et dominicaine :
Le Christ se doit d'être alors représenté mort, souffrant sur la croix (et non plus triomphant ou résigné) :
- La tête baissée sur l'épaule,
- les yeux fermés soit absents, énucléés (orbites vides),
- marques de douleur sur le visage,
- la bouche est incurvée vers le bas,
- les plaies sont saignantes (mains, pieds et flanc droit),
- Le corps tordu déhanché, arqué dans un spasme de douleur, subissant son poids terrestre,
- schématisation des muscles et des côtes.

Le crucifix comporte des scènes annexes des extrémités de la croix (tabellone) :
- à gauche : Marie en entier, pleurant,
- à droite : Jean en entier, pleurant,
- en haut sur la cimaise :  (Marie représentée en buste, levant les bras vers le ciel, entourée de deux anges)
- au-dessus (clipeus), Christ rédempteur bénissant, en buste.
- en bas sur le soppedaneo : Saint François (minuscule) agenouillé,
- les flancs latéraux du Christ sont décorés de motifs géométriques.